# Kirriereoch Hill
Kirriereoch Hill är en kulle i Storbritannien.   Den ligger i kommunen Dumfries and Galloway och riksdelen Skottland, i den centrala delen av landet, 500 km nordväst om huvudstaden London. Toppen på Kirriereoch Hill är 786 meter över havet, eller 197 meter över den omgivande terrängen. Bredden vid basen är 1,9 km. Kirriereoch Hill ingår i Rhinns of Kells.
Terrängen runt Kirriereoch Hill är huvudsakligen lite kuperad.Runt Kirriereoch Hill är det glesbefolkat, med 14 invånare per kvadratkilometer. Närmaste större samhälle är Straiton, 17,2 km norr om Kirriereoch Hill. Trakten runt Kirriereoch Hill består i huvudsak av gräsmarker.